# ラブミーテンダー
ラブミーテンダー（LOVE ME TENDER）は、かつて松竹芸能で活動していた日本のお笑いコンビ。1995年結成、2000年解散。

## メンバー
- 西井 隆詞（にしい りゅうじ、1975年6月27日 -  ）、大阪府出身、血液型はAB型、身長175cm、趣味：音楽鑑賞、スポーツ観戦。
- 舟岡 昭浩（ふなおか あきひろ、本名：舟岡 昭博（読み同じ）。1975年10月14日 -  ）、滋賀県出身、血液型はA型、身長164cm、趣味：恋愛、バイクツーリング

## 概要
1995年コンビ結成、関西で主にライブやテレビを中心に活躍していたが2000年にコンビ解散。
解散後、西井は中川巧とお笑いコンビ・ラインバックを2001年に結成し関西で活躍したが2005年8月に解散。その後同事務所の先輩・スクラッチ田中とのコンビ「ダブルダッチ」を結成した。舟岡は同事務所の森美剛（後の森よしたか）とお笑いコンビ・レイカーズを2001年に結成しこちらも関西で活躍していたが、2005年に解散。その後は元騎兵隊の柳瀬暁生（現・柳瀬たかお）とザ・やなせふなおかを結成した。

## 主なネタ
- 親孝行

## 主な出演番組
- 爆笑オンエアバトル（NHK総合、2000年7月15日 戦績0勝1敗 最高217KB）
- わらいのちから
- TVデパート（TBSテレビ）